# Campeonato Juvenil Africano de 1999
El Campeonato Juvenil Africano de 1999 se jugó en Ghana del 21 de febrero al 7 de marzo y contó con la participación de 8 selecciones juveniles de África provenientes de auna fase eliminatoria.
El anfitrión Ghana venció en la final a Nigeria para ganar el título por segunda ocasión.

## Eliminatoria

### Ronda preliminar
| Equipo 1     | Agr. | Equipo 2    | Ida | Vuelta |
| ------------ | ---- | ----------- | --- | ------ |
| Burkina Faso | w.o. | Gambia      | -   | -      |
| Malaui       | w.o. | Namibia     | -   | -      |
| Mozambique   | 6–5  | Reunión     | 4–4 | 2–1    |
| Sierra Leona | 6–5  | Liberia     | 4–3 | 2–2    |
| Lesoto       | 3–2  | Suazilandia | 2–1 | 1–1    |
| Congo        | 3–2  | Togo        | 2–1 | 1–1    |
| Ruanda       | 2–1  | Chad        | 1–1 | 1–0    |
| Mauritania   | 2-2  | Libia       | 2–2 | w.o.   |

### Primera ronda
| Equipo 1     | Agr.         | Equipo 2        | Ida | Vuelta |
| ------------ | ------------ | --------------- | --- | ------ |
| Nigeria      | w.o.         | Burkina Faso    | -   | -      |
| Libia        | 5–4          | Túnez           | 3–3 | 2–1    |
| Sierra Leona | 2–4          | Malí            | 1–3 | 1–1    |
| Gabón        | 5–2          | Angola          | 3–2 | 2–0    |
| Congo        | 1–4          | Costa de Marfil | 1–1 | 0–3    |
| Uganda       | 2–4          | Tanzania        | 1–1 | 1–3    |
| Etiopía      | 1–2          | Egipto          | 0–0 | 1–2    |
| Lesoto       | 3–4          | Zambia          | 2–2 | 1–2    |
| Ruanda       | 2–3          | Camerún         | 2–0 | 0–3    |
| Burundi      | 2–1          | Sudán           | 1–1 | 1–0    |
| Argelia      | 3–6          | Guinea          | 3–2 | 0–4    |
| Senegal      | 1–1          | Marruecos       | 1–1 | 0–0    |
| Malaui       | (a)2–2       | Botsuana        | 1–0 | 1–2    |
| Mozambique   | 2–2 (p: 3–4) | Sudáfrica       | 1–1 | 1–1    |

### Segunda ronda
| Equipo 1        | Agr.         | Equipo 2 | Ida | Vuelta |
| --------------- | ------------ | -------- | --- | ------ |
| Costa de Marfil | 4–4 (p: 3–4) | Angola   | 4–0 | 0–4    |
| Nigeria         | 4–2          | Tanzania | 3–1 | 1–1    |
| Zambia          | 3–3 (p: 6–5) | Egipto   | 3–0 | 0–3    |
| Burundi         | 1–2          | Camerún  | 1–2 | 0–0    |
| Marruecos       | 0–4          | Guinea   | 0–4 | 0–0    |
| Sudáfrica       | 1–5          | Malaui   | 0–1 | 1–4    |
| Malí            | 5–4          | Libia    | 3–0 | 2–4    |

## Clasificados
| - Angola - Camerún - Ghana (anfitrión) - Guinea | - Malaui - Malí - Nigeria - Zambia |

## Fase de grupos

### Grupo A
| País    | J | G | E | P | GF | GC | GD | Pts |
| ------- | - | - | - | - | -- | -- | -- | --- |
| Ghana   | 3 | 2 | 1 | 0 | 7  | 1  | +6 | 7   |
| Camerún | 3 | 1 | 2 | 0 | 3  | 2  | +1 | 5   |
| Malí    | 3 | 1 | 1 | 1 | 4  | 3  | +1 | 4   |
| Angola  | 3 | 0 | 0 | 3 | 1  | 9  | –8 | 0   |

| Equipo 1 | Resultado | Equipo 2 |
| -------- | --------- | -------- |
| Ghana    | 1-0       | Malí     |
| Angola   | 0-1       | Camerún  |
| Malí     | 1-1       | Camerún  |
| Angola   | 0-5       | Ghana    |
| Malí     | 3-1       | Angola   |
| Camerún  | 1-1       | Ghana    |

### Grupo B
| País    | J | G | E | P | GF | GC | GD | Pts |
| ------- | - | - | - | - | -- | -- | -- | --- |
| Nigeria | 3 | 2 | 1 | 0 | 9  | 3  | +6 | 7   |
| Zambia  | 3 | 2 | 1 | 0 | 7  | 2  | +5 | 7   |
| Guinea  | 3 | 1 | 0 | 2 | 8  | 12 | –4 | 3   |
| Malaui  | 3 | 0 | 0 | 3 | 2  | 9  | –7 | 0   |

| Equipo 1 | Resultado | Equipo 2 |
| -------- | --------- | -------- |
| Zambia   | 1-0       | Malaui   |
| Guinea   | 3-4       | Nigeria  |
| Malaui   | 0-5       | Nigeria  |
| Guinea   | 2-6       | Zambia   |
| Malaui   | 2-3       | Guinea   |
| Nigeria  | 0-0       | Zambia   |

## Fase final

### 5º Lugar
| Equipo 1 | Resultado | Equipo 2 |
| -------- | --------- | -------- |
| Malí     | 4-1       | Guinea   |

### Semifinales
| Equipo 1 | Resultado | Equipo 2 |
| -------- | --------- | -------- |
| Ghana    | 3-1       | Zambia   |
| Camerún  | 1-2       | Nigeria  |

### Tercer lugar
| Equipo 1 | Resultado | Equipo 2 |
| -------- | --------- | -------- |
| Zambia   | 1-2       | Camerún  |

### Final
| 7 de marzo de 1999 | Ghana                     | 1-0 | Nigeria                        | Accra,                     |                            |
|                    | Kingston 40' · Amoako 43' |     | Sani 54' · Adu 59' · Okoye 61' | Árbitro(s): Mohamed Guezaz | Árbitro(s): Mohamed Guezaz |

## Campeón
| Campeonato Juvenil Africano 1999 |
| -------------------------------- |
| Bandera de Ghana                 |
| Ghana 2º Título                  |

## Clasificados al Mundial Sub-20
| - Camerún - Ghana | - Malí - Zambia | - Nigeria (anfitrión) |